# قاعدة الظفرة الجوية
قاعدة الظفرة الجوية (إيكاو: OMAM) هو مطار عسكري يقع في مصفح، الإمارات العربية المتحدة. تقع القاعدة على بعد حوالي 32 كم جنوب العاصمة الإماراتية أبوظبي، وتشغل من قبل القوات الجوية الإماراتية.

## وصلات خارجية
- حالة الطقس في قاعدة الظفرة الجوية.